# Glyceria septentrionalis
Glyceria septentrionalis là một loài thực vật có hoa trong họ Hòa thảo. Loài này được Hitchc. mô tả khoa học đầu tiên năm 1906.

## Hình ảnh

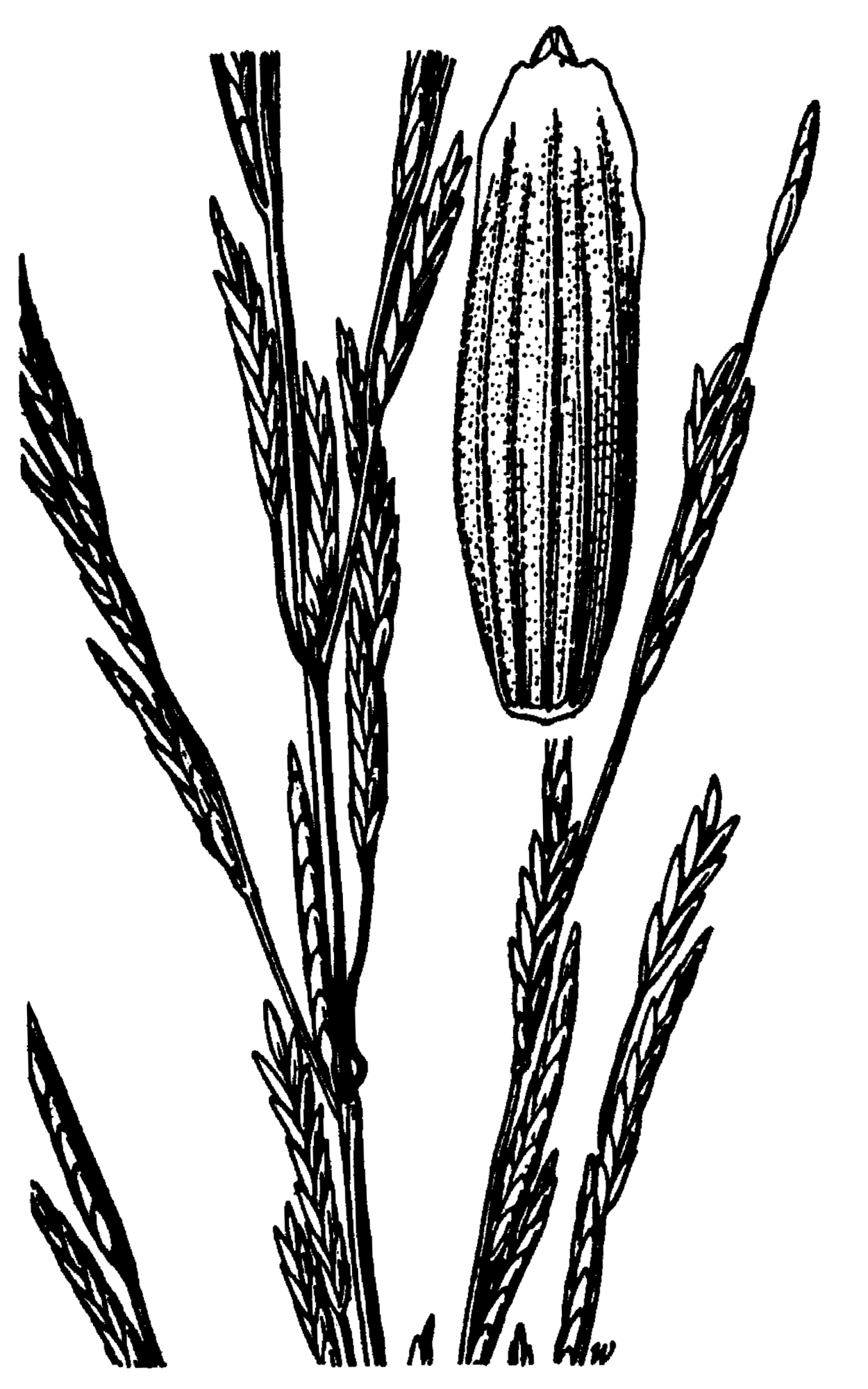